# 자리파 가파리

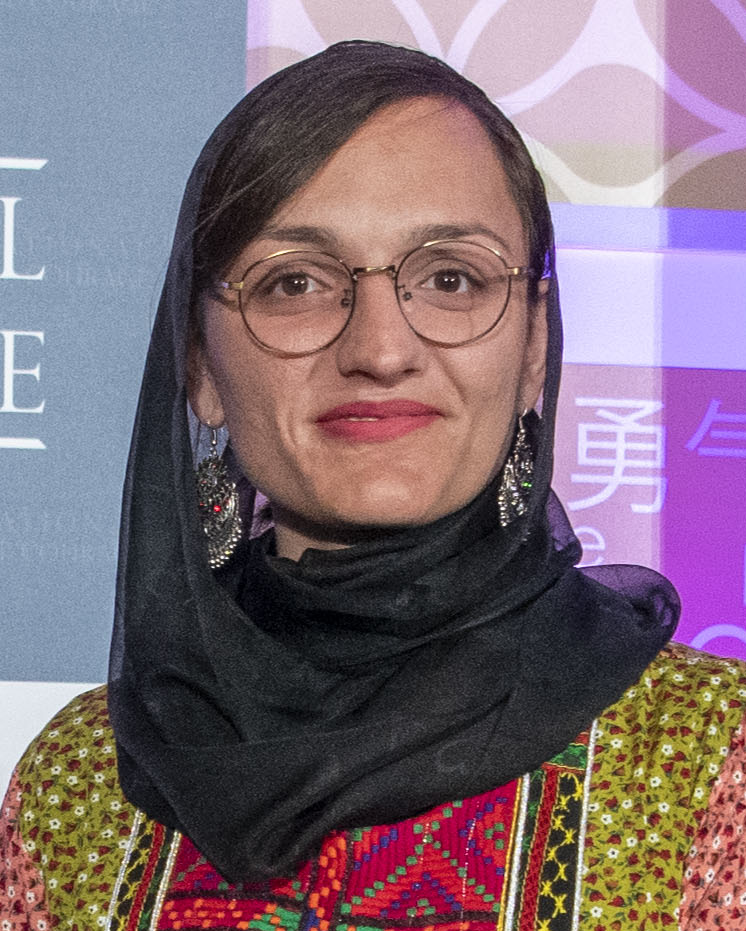

자리파 가파리(파슈토어: ظریفه غفاری, 1992년 -)는 아프가니스탄의 활동가이자 정치인이다. 2019년 11월부터 아프가니스탄 마이단와르다그주 마이단하르의 시장이 되었다.

## 같이 보기
- 살리마 마자리